# Macrosamanea
Macrosamanea là một chi thực vật có hoa trong họ Đậu.